# Relations entre la Chine et l'Inde

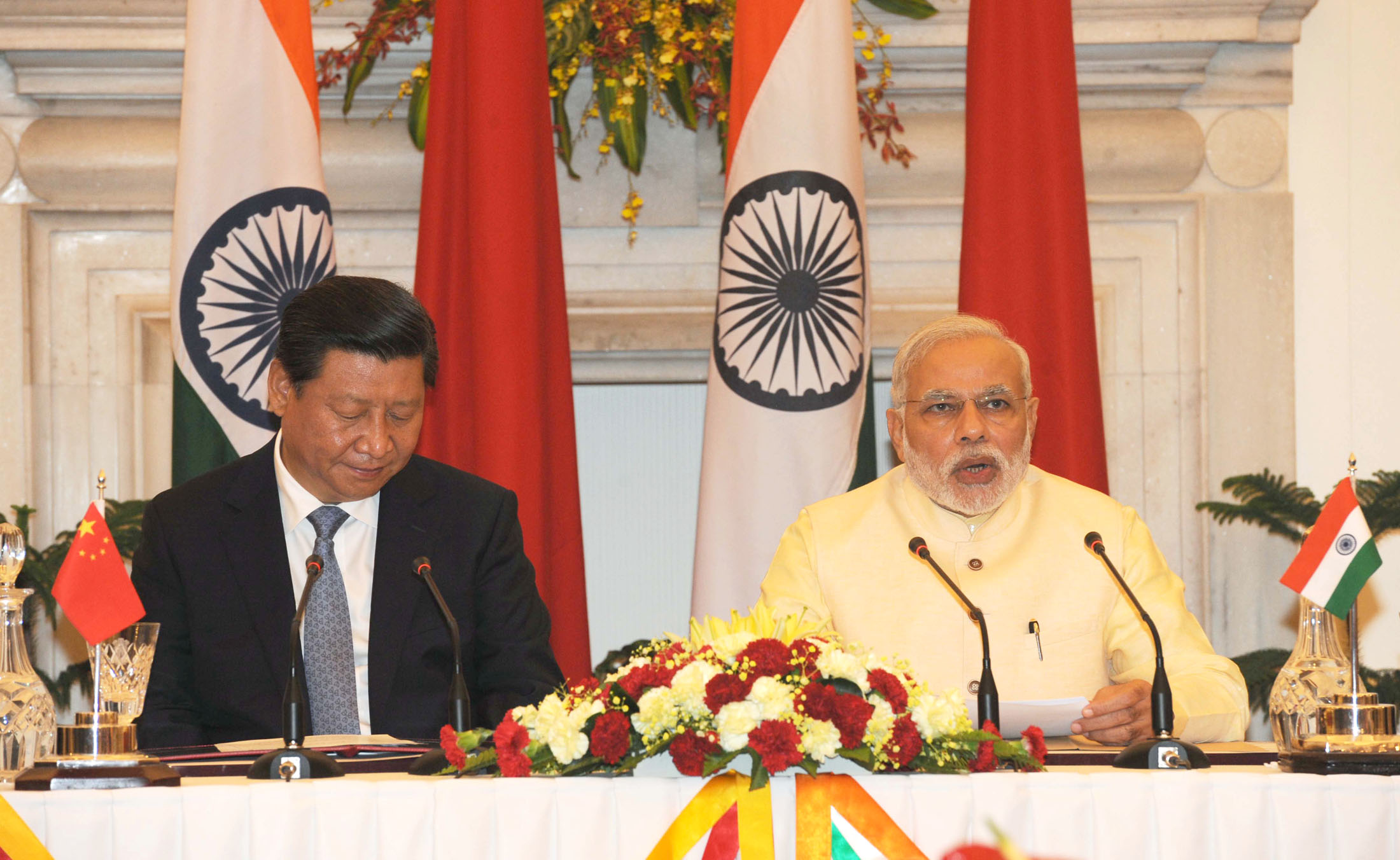
Le Premier ministre de l'Inde, Narendra Modi et le président chinois, Xi Jinping, lors de la visite diplomatique que ce dernier a effectué en Inde en septembre 2014.

Les relations entre la Chine et l'Inde, ou relations sino-indiennes ou relations indo-chinoises, sont les relations bilatérales entre la république populaire de Chine (RPC) et la république de l’Inde. Historiquement, l’Inde et la Chine ont des relations depuis plus de 2 000 ans, mais les relations modernes commencent réellement en 1950, lorsque l’Inde a été parmi les premiers pays à mettre fin à leurs liens officiels avec la république de Chine (Taïwan) et à reconnaître la république populaire de Chine comme le gouvernement légitime de la Chine continentale. La Chine et l’Inde sont les deux pays les plus peuplés et avec la plus grande croissance économique du monde. Leurs influences diplomatiques et économiques respectives ont augmenté l’importance de leur relation bilatérale.
Le début des relations culturelles et économiques entre la Chine et l’Inde remonte à l’Antiquité. La route de la soie a été non seulement une importante route commerciale entre l’Inde et la Chine, mais a aussi facilité la propagation du bouddhisme de l’Inde vers l’Asie de l'est. Pendant le XIXe siècle, le commerce d’opium toujours plus florissant entre la Chine et le Raj britannique a déclenché la première et la seconde guerre de l'opium,. Et pendant la Seconde Guerre mondiale, l’Inde et la Chine ont toutes deux joué un rôle crucial pour enrayer la progression de l'empire du Japon.
Les relations entre la Chine et l’Inde contemporaines sont caractérisées par des différends frontaliers (en), qui ont provoqué trois conflits militaires : la guerre sino-indienne de 1962, l’incident de Chola (en) en 1967 et l’escarmouche Sino-Indienne de 1987 (en). Toutefois, depuis la fin des années 1980, les relations entre les deux pays se sont apaisées et ils ont reconstruit avec succès des liens diplomatiques et économiques. En 2008, la Chine est devenue le premier partenaire commercial de l’Inde et les deux pays ont également étendu leurs coopérations stratégique et militaire,,.
En dépit de liens économiques et stratégiques de plus en plus étroits, il y a plusieurs obstacles à surmonter pour l’Inde et la Chine; le premier étant le grand déséquilibre des échanges commerciaux entre les deux pays, en faveur de la Chine. Les deux pays n’ont toujours pas réussi à régler leurs différends frontaliers et les médias indiens rapportent régulièrement des incursions militaires chinoises en territoire indien. De plus, la frontière sino-indienne est très fortement militarisée, que ce soit du côté chinois ou du côté indien,. En outre, l’Inde reste très méfiante au sujet des importantes relations stratégiques que la Chine a avec le Pakistan, tandis que la Chine a exprimé des préoccupations concernant les activités économiques et militaires indiennes dans la mer de Chine méridionale, une zone revendiquée par plusieurs pays.
En juin 2012, la Chine a déclaré que, de son point de vue, les « liens sino-indiens » pourraient être le plus « important partenariat bilatéral de ce siècle ». Cependant, l’Inde n’a pas répondu à cette initiative chinoise avec le même enthousiasme, car les médias indiens affichent souvent une position belliqueuse et houleuse contre la Chine. Alors qu'ils étaient les Premiers ministres de leurs pays respectifs, le Chinois Wen Jiabao et l'Indien Manmohan Singh se sont fixé comme objectif d’accroître les échanges bilatéraux entre leurs deux pays pour arriver à 100 milliards de dollars avant 2015. En 2022, le commerce entre l'Inde et la Chine atteint un niveau record de 135,98 milliards de dollars.
Selon un sondage réalisé par BBC World Service Poll en 2014, 33 % des Indiens ont un point de vue positif sur la Chine et 35 % un point de vue négatif. Les Chinois, eux, sont 27 % à avoir un point de vue positif sur l’Inde et 35 % à avoir un point de vue négatif. Toujours en 2014, une enquête d'opinion menée par le Pew Research Center montre que 72 % des Indiens craignaient que les disputes territoriales entre la Chine et les pays voisins ne conduisent à un conflit militaire.
Le président de la république populaire de Chine, Xi Jinping, a fait partie des grands leaders mondiaux qui se sont rendus à New Delhi pour rencontrer Narendra Modi, après son élection comme Premier ministre en 2014. Mais par la suite, l'insistance de l’Inde à vouloir aborder les problèmes de souveraineté en mer de Chine méridionale dans divers forums multilatéraux n’a pas aidé à apaiser les relations et à mettre fin à la suspicion envers la Chine de l’administration indienne et des médias.

## Situation géographique

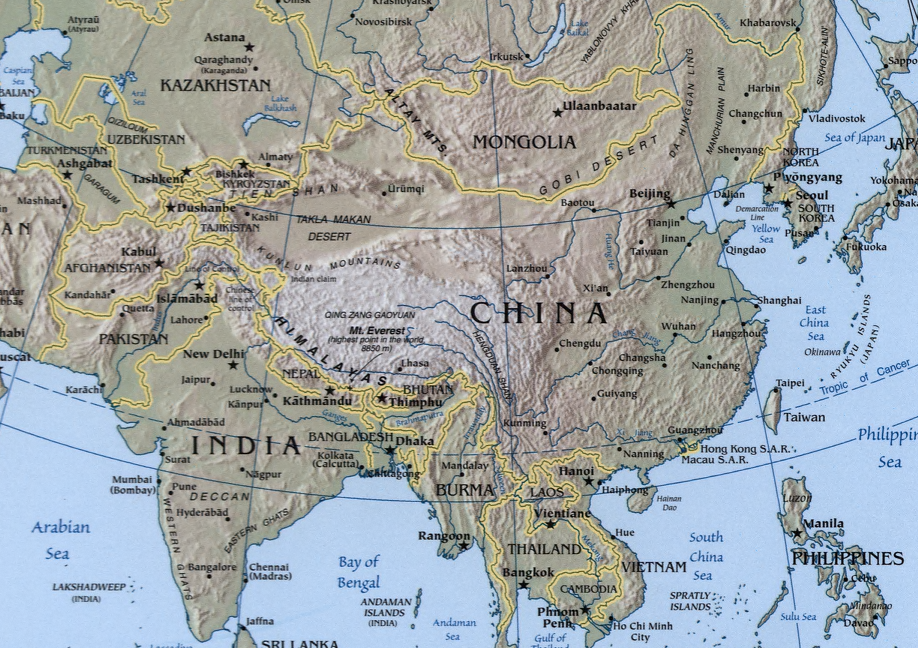
Carte de l'Asie du Sud et de l'Est.
(La frontière entre la république populaire de Chine et la république de l'Inde au niveau de l'Arunachal Pradesh/ Sud du Tibet, est basée sur qui contrôle réellement le terrain plutôt que sur telle ou telle revendication.)

La Chine et l’Inde sont séparées par l’Himalaya et ont chacun une frontière commune avec le Népal et le Bhoutan, qui font office d’États-tampons entre les deux puissances. Certaines parties de la région contestée du Cachemire qui est revendiqué par l’Inde, sont revendiquées et administrées de fait soit par le Pakistan (Azad Cachemire et Gilgit-Baltistan), soit par la république populaire de Chine (Aksai Chin). Le gouvernement du Pakistan fait apparaitre l’Aksai Chin comme un territoire dont la plus grande partie est en Chine et qualifie la limite de cette zone de « frontière non-définie ». De son côté, l’Inde maintient que l'Aksai Chin est occupé illégalement par la république populaire de Chine. La Chine et l’Inde se contestent également la plus grande partie de l’Arunachal Pradesh.
Pour communiquer entre eux, la langue diplomatique souvent utilisée par les deux pays est l'anglais, mais il arrive que pour les échanges diplomatiques, des interprètes en mandarin et hindi interviennent[réf. nécessaire]. La Chine s'efforce le plus possible de nommer des ambassadeurs qui savent parler le hindi en Inde, de même, l'Inde envoie pratiquement toujours des ambassadeurs qui savent parler le mandarin en Chine[réf. nécessaire]. Certaines des grandes langues indiennes, dont le hindi, le tamoul, et le bengali, sont enseignées dans des universités Chinoises, et de même, en Inde, le mandarin est aussi enseigné en universités avec des langues variantes du mandarin, dont le cantonnais (Hakkha). L'anglais est l'une des langues officielles en Inde, ce qui explique son importance pour la diplomatie. Cependant, depuis les années 1990, les deux pays s'efforcent d'utiliser leurs langues nationales, à égalité avec l'anglais. Lors de rencontres internationales, ou d'échanges importants, tous les documents sont traduits en anglais, hindi, et mandarin, et plus rarement, en d'autres langues nationales.

## Comparaison entre les deux pays
|                                       | République de l'Inde | République populaire de Chine |
| ------------------------------------- | --- | --- |
| Population                            | 1,210,193,422 | 1,339,724,852 (recensement de 2010) |
| Superficie                            | 3,287,240 km2 | 9,640,821 km2 |
| Densité de population                 | 382/km² | 139.6/km² |
| Capitale                              | New Delhi | Pékin |
| Plus grande ville                     | Bombay | Shanghai |
| type de gouvernement                  | République fédérale, Démocratie parlementaire | République socialiste, parti unique |
| Premier chef d'état                   | Jawaharlal Nehru | Mao Zedong |
| Chef d'état actuel                    | Narendra Modi | Xi Jinping |
| Langues officielles                   | Hindi, Anglais, Assamais, Bengali, Gujarati, Kannada, Cachemiri, Konkani, Malayalam, Marathi, Meitei, Népalais, Odia, Pendjabi, Sanskrit, Sindhi, Tamoul, Telougou, Maithili, Dogri, Santali, Bodo et Ourdou (voir Langues officielles de l'Inde) | Mandarin, Mongol, Tibetain, Ouïghour, Zhuang (voir Langues en Chine) |
| Religions principales                 | Hindouisme (79,8 %), Islam (14,2 %), Christianisme (2,5 %), Sikhisme (1,9 %) Bouddhisme (0,8 %), Jaïnisme (0,4 %) autres religions (0,6 %) Voir également: Religion en Inde                                                                       | religions pratiquées par plus de 10 % de la population totale: Athées, religion traditionnelle et Taoïsme, Bouddhisme. religions pratiquées par moins de 10 % de la population totale : religions des minorités ethniques, Christianisme, Hindouisme, Islam. Voir également: Religion en Chine |
| PIB (nominal) (2016)                  | 2,250 milliards d'US$ | 11,390 milliards d'US$ |
| PIB (nominal) par habitant (2015)     | 1,604 US$ | 8,141 US$ |
| PIB (PPA) (2016)                      | 8,720 milliards d'US$ | 21,260 milliards d'US$ |
| PIB (PPA) par habitant (2016)         | 6,658 US$ | 15,424 US$ |
| Indice de développement humain (2014) | 0.609 (moyen) | 0.727 (élevé) |
| Réserves de change (septembre 2016)   | 350,584 millions d'US$ | 3,185,916 millions d'US$ |
| Budget de la Défense                  | 45,785 milliards d'US$ (2,5 % du PIB) | 166,107 milliards d'US$ (2012) (2,0 % du PIB) |
| Effectifs militaires                  | Soldats: 1 325 000 hommes réservistes : 2 142 821 hommes | Soldats : approximativement 2 285 000 hommes réservistes : 800,000 hommes |

## De l'Antiquité à l'indépendance de l'Inde

### Antiquité

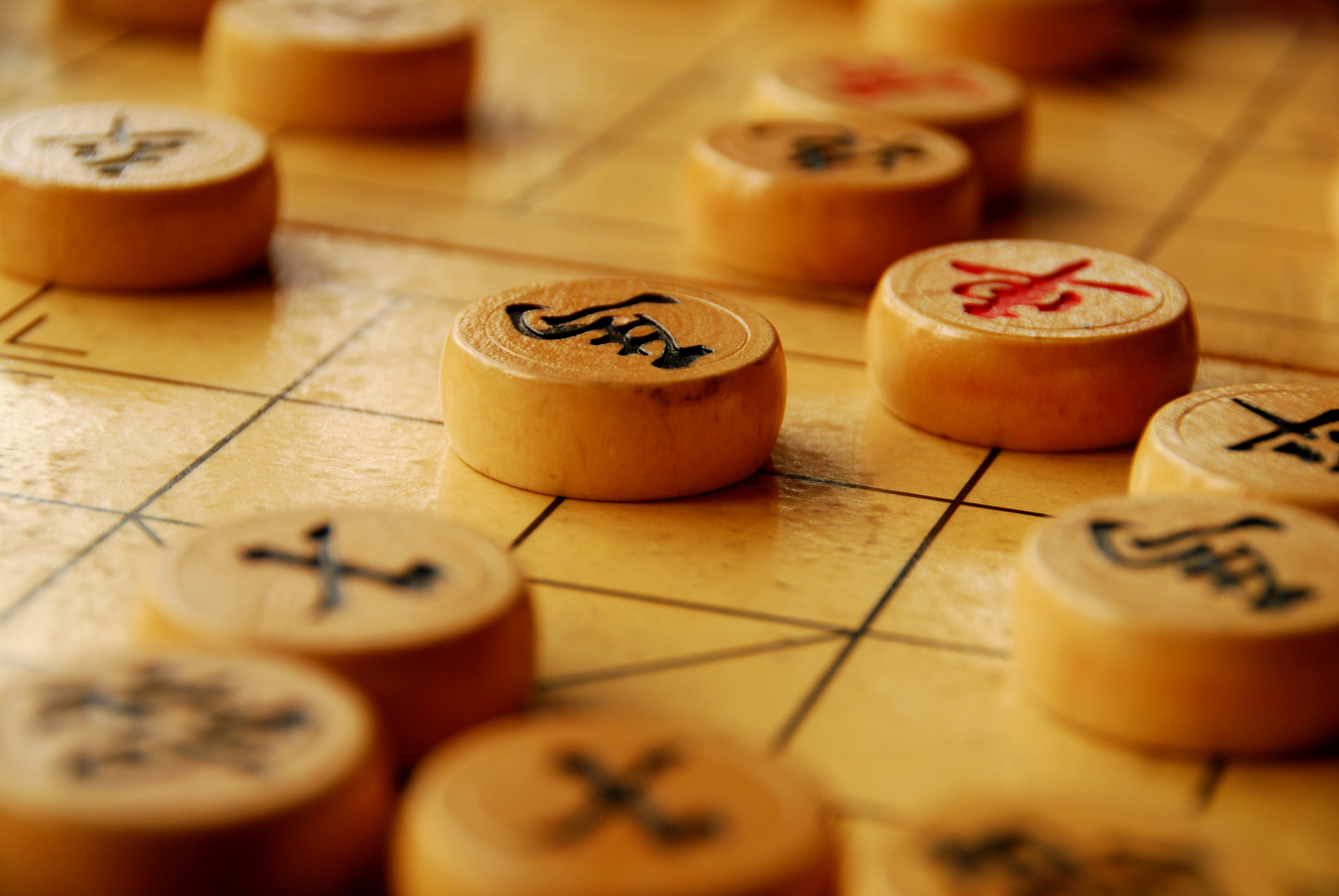
Le xiangqi, aussi appelé échecs chinois, est, comme les échecs occidentaux, censé être issu du chaturanga, un jeu d’échecs indien. Les traces écrites et archéologiques indiquent que ce jeu peut avoir été joué dès le IIIe siècle avant notre ère.

Les premiers contacts connus entre la Chine et l’Inde ont été écrits au IIe siècle avant notre ère et le bouddhisme a été transmis de l’Inde vers la Chine au Ier siècle de notre ère. Les échanges via la route de la soie sont le premier contact économique entre les deux régions.
Mais la Chine et l’Inde avaient déjà établi des relations avant la transmission du bouddhisme. Ainsi, on trouve des références à un peuple appelé les Chinas dans la littérature indienne antique. Le Mahabharata, la grande épopée épique indienne du Ve siècle avant notre ère, fait référence à un lieu nommé « China », ce qui peut être une référence à l'État de Qin, qui deviendra plus tard la dynastie Qin. Chanakya (c. 350-283 avant notre ère), le Premier ministre de l'empire Maurya, parle de la soie chinoise en utilisant les termes « cinamsuka » (robe de soie chinoise) et « cinapatta » (lot de soie chinois) dans son Arthashastra.
Dans le Shiji, Zhang Qian (d. 113 avant notre ère) et Sima Qian (145-90 avant notre ère) font référence à un endroit nommé « Shendu », qui est peut-être la vallée de l’Indus, une zone qui correspond maintenant à la province de Sindh dans l'actuel Pakistan. En effet, à cette époque, cette vallée portait le nom de « Sindhu » en sanskrit. Lorsque le Yunnan fut annexé par la dynastie des Han au Ier siècle, les autorités chinoises ont noté l'existence d'une communauté d'indiens « Shendu » dans la région.

### Moyen Âge

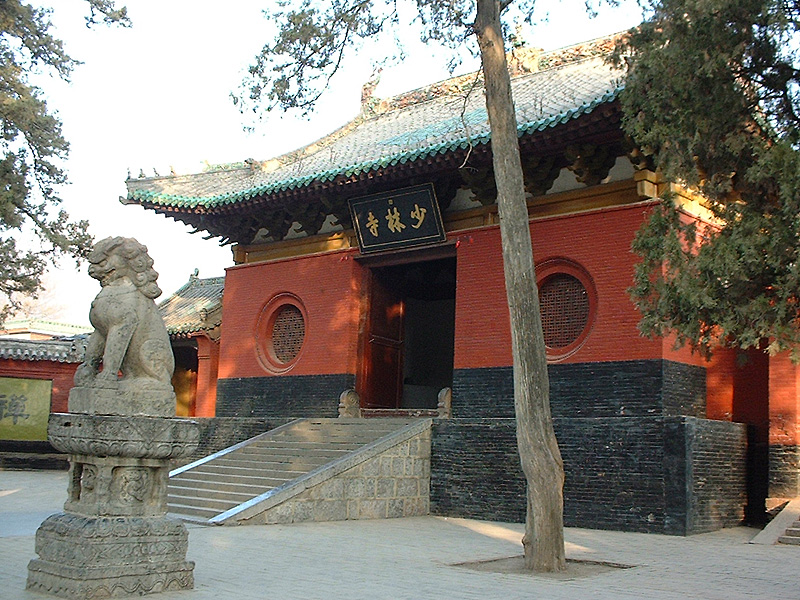
Le temple Shaolin, à Dengfeng, Henan, Chine.

Dès le Ier siècle, beaucoup de savants et de moines indiens se sont rendus en Chine, tels que Batuo (vers 464-495), le premier abbé du temple de Shaolin et Bodhidharma, fondateur du bouddhisme Chan/Zen. Dans le même temps, plusieurs érudits et moines chinois se sont également rendus en Inde, comme Xuanzang (b. 604) et I Ching (635-713); tous deux ayant étudié à l’Université de Nalanda dans le Bihar. Une fois rentré en Chine, Xuanzang a écrit lRapport du voyage en Occident à l'époque des Grands Tang, un récit de son voyage en Inde, qui a plus tard inspiré l'écrivain Wu Cheng'en de la dynastie Ming, lorsqu'il a écrit La Pérégrination vers l'Ouest, un des « Quatre livres extraordinaires » de la littérature chinoise.

#### Dynasties Tamoul

l'empire Chola, à l'époque du règne de Rajendra Chola I, vers 1030.

Les rois de la dynastie Chola ont eu des bonnes relations avec les Chinois et de très nombreuses pièces de monnaie chinoises antiques ont été trouvées au cœur de l'empire Chola, c'est-à-dire les districts de Thanjavur, Thiruvarur et Pudukkottai de l'État de Tamil Nadu, en Inde.
Pendant les règnes de Rajaraja Chola et de son fils Rajendra Chola, les Chola ont des liens commerciaux forts avec la dynastie Song, qui règne alors sur la Chine,,. C'est à cette époque que la marine de guerre Chola achève la conquête du Sriwijaya, un empire à cheval sur l’Indonésie et la Malaisie, sécurisant ainsi une route commerciale maritime vers la Chine.
De nombreuses sources décrivent Bodhidharma, le fondateur de l’école bouddhiste Zen en Chine, comme étant un prince de la dynastie des Pallava, une autre dynastie d'origine tamoule.

#### Dynasties Tang et Harsha
Au cours du VIIe siècle, la dynastie Tang, qui règne alors sur la Chine, a pris le contrôle d'une grande partie de la route de la soie et de l’Asie centrale. Wang Xuance a envoyé une mission diplomatique vers le nord de l’Inde, qui a été impliquée dans la guerre civile qui a éclaté juste après la mort de l’empereur Harsha (590-647). Après le meurtre de 30 membres de cette mission par les proches d'un prétendant au trône, Wang s’est enfui avant de revenir avec des troupes composées d'alliés népalais et tibétains de la Chine. Avec ses troupes, Wang capture la capitale de l'empire d'Harsha, tandis que son adjoint Jiang Shiren (蒋师仁) a capturé le prétendant et l’a envoyé comme prisonnier à l’empereur Taizong (599-649) à Chang'an.
Au cours du VIIIe siècle, la table des sinus (en) de l'’Āryabhaṭīya, un traité d'astronomie rédigé par l’astronome et mathématicien indien Aryabhatta (476-550), a été traduite en chinois dans le Kaiyuan Zhanjing (en) (开元占经) ou Traité d'Astrologie de l'ère Kaiyuan, un traité astronomique et mathématique compilé en l'an 718, sous la dynastie Tang. Le Kaiyuan Zhanjing fut compilé par Gautama Siddha, un astronome et astrologue né à Chang'an, et dont la famille était originaire de l’Inde. Il était également connu pour sa traduction du calendrier Navagraha en chinois.

#### Dynastie Yuan
Un riche marchand du Sultanat Ma'bar (en), Abu Ali (P'aehali) 孛哈里 (ou 布哈爾 Buhaer), était étroitement associé à la famille royale de Ma'bar. Après une rupture houleuse avec ladite famille royale, il s’installe dans la Chine des Yuan et reçoit une femme coréenne comme épouse, ainsi qu'un poste officiel de la part de l’empereur. La nouvelle femme du marchand était auparavant l'épouse d'un Sangha ( 桑哥) (桑哥) d'origine tibétaine 桑哥, et son père était le Ch'ae In'gyu 채송년 (蔡仁揆 채송년 ) pendant le règne de Chungnyeol du Goryeo (忠烈 ). Cette filiation a été notée dans trois chroniques coréennes : le Dongguk Tonggam, le Goryeo-sa et le Zhong'anji (中俺集) de Li Mengyang (留夢炎),,. Des marchands indiens tamouls et hindous étaient présents à Quanzhou durant la dynastie Yuan,,,,, et des statues hindoues datant de cette période ont été trouvées dans cette région.

### Dynastie Ming

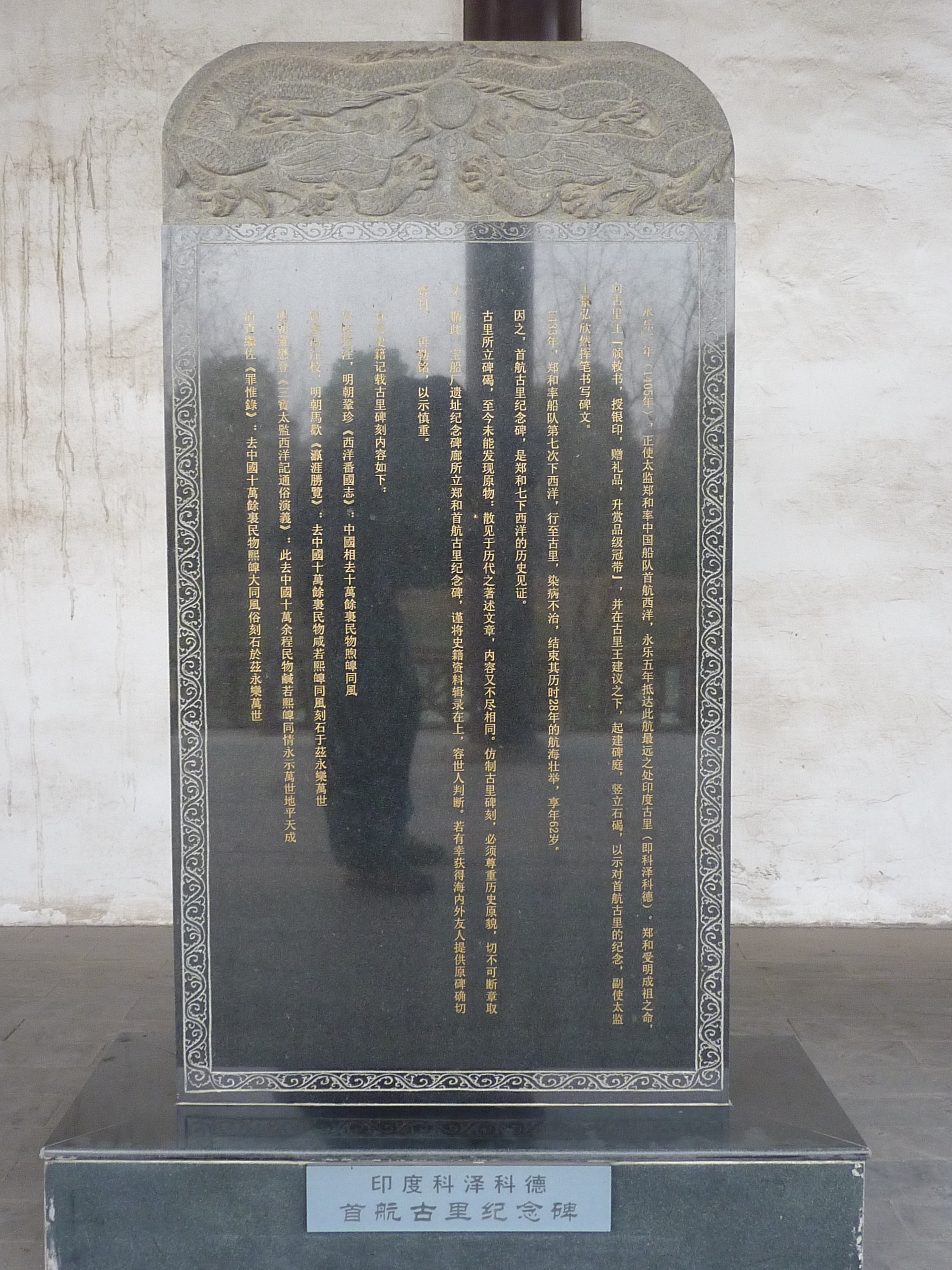
Réplique contemporaine de la stèle déposée par Zheng He à Calicut lors d'une de ses expéditions

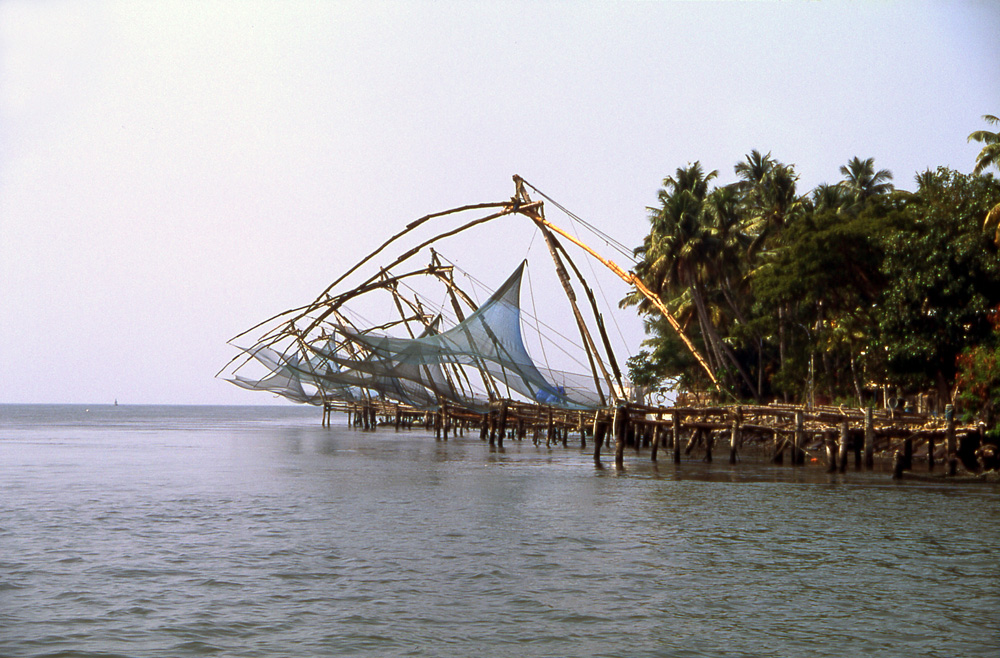
Filets de pêche chinois à Kochi, Kerala, Inde.

Entre 1405 et 1433, la Chine de la dynastie Ming organise une série de sept expéditions navales, dirigées par l’amiral Zheng He. He a visité de nombreux ports et royaumes indiens, y compris l’Inde,le Bengale et Ceylan. Il a également exploré le golfe Persique, l'Arabie et les dernières expéditions se sont aventurées vers le sud jusqu'à Malindi dans l’actuel Kenya. Tout au long de ses voyages, Zheng He a distribué généreusement en cadeaux de la soie, de la porcelaine, et autres marchandises de la Chine. En retour, il reçoit des présents aussi précieux qu'inhabituels, dont des girafes et zèbres africains. Zheng He et ses hommes rendent hommage aux déités locales et respectent les coutumes des pays traversés. À Ceylan ils ont érigé une stèle trilingue qui rend hommage à Bouddha, Allah et Vishnou.

### Guerre Sino-Sikh
Du XVIIIe siècle au XIXe siècle, la Confédération sikh s'agrandit aux dépens de ses voisins. En 1834, elle avait annexé la région de Ladakh, située dans l’État de Jammu. En 1841, les Sikhs envahirent le Tibet et plus précisément les régions du Tibet occidental. Les forces chinoises infligent une défaite à l’armée sikhe en décembre 1841, forçant ces derniers à se retirer. Les Chinois poursuivent sur leur lancée et entrent à leur tour dans Ladakh avant d'assiéger Leh, où ils sont défaits à leur tour par l’armée sikhe. À ce stade, même si les Sikhs revendiquent la victoire, aucun des deux camps ne souhaite poursuivre le conflit. En effet, les tensions se multiplient entre les Sikhs et les Britanniques, ce qui va provoquer la première guerre anglo-sikhe, tandis que la Chine est au milieu de la première guerre de l'opium. Les deux pays signent un traité en septembre 1842, qui prévoit le retour au statu quo ante bellum et le refus de toute transgression ou incursion dans les frontières de l’autre pays.

### Inde britannique
Une fois implantée en Inde, la Compagnie britannique des Indes orientales y développe la culture de l'opium, qu'elle exporte vers la Chine. Lorsque les Qing décident de prohiber l’opium, la Grande-Bretagne riposte en déclenchant les deux guerres de l'Opium pour forcer la Chine à ouvrir son marché. Lors de ces conflits, elle enrôle des cipayes indiens dans l’armée britannique des Indes pour lutter contre la Chine. Les cipayes seront à nouveau utilisés pour réprimer la révolte des Boxers. Une fois la paix revenue, ces soldats indiens sont utilisés pour garder les concessions étrangères situées dans les zones comme Shanghai. Les cipayes sont appelés des Yindu A San, soit « Indien numéro trois » par les Chinois.

## Après l'indépendance
Le 1er octobre 1949, l’armée populaire de libération vainc le Kuomintang (Parti nationaliste), ce qui constitue l'acte de naissance de la république populaire de Chine. Le 15 août 1947, l’Inde devient un dominion britannique indépendant, avant de se transformer en république démocratique fédérale lorsque sa constitution entre en vigueur le 26 janvier 1950.
Jawaharlal Nehru a fondé sa vision de l'« Asie renaissante » sur l’amitié entre les deux plus grands États de l’Asie et pensait que la Chine partageait sa vision internationaliste de la politique étrangère. Il fut déçu quand il est devenu clair que les deux pays avaient un conflit d’intérêts au Tibet, qui était traditionnellement vus comme une zone tampon, et où l’Inde pensait avoir hérité des privilèges spéciaux datant de la période du Raj britannique.

### Décennie 1950
L'Inde établit des relations diplomatiques avec la république populaire de Chine le 1er janvier 1950, devenant ainsi le deuxième pays non communiste à le faire.
Du point de vue de Mao Zedong, le Tibet fait partie intégrante de la république populaire de Chine et les préoccupations indiennes concernant le sort du Tibet sont une tentative d’ingérence dans les affaires intérieures de la Chine. Mao est décidé à réaffirmer le contrôle de la Chine sur le Tibet et à faire cesser le lamaïsme, la forme tibétaine du bouddhisme, et le féodalisme. Cette volonté se concrétise par une intervention militaire chinoise au Tibet qui débute le 7 octobre 1950 et représente la première étape de l'incorporation du Tibet à la république populaire de Chine[réf. nécessaire]. Pour éviter d’indisposer les dirigeants chinois, Nehru fait paraître un communiqué à leur attention, indiquant que l’Inde n’a aucune ambition politique ou territoriale sur le Tibet et qu'elle ne cherche pas à y obtenir des privilèges spéciaux. Par contre, Nehru demande le maintien des relations commerciales traditionnelles existantes. Avec le soutien indien, les délégués tibétains signent en mai 1951 un accord reconnaissant la souveraineté de la république populaire de Chine, mais garantissant que le système politique et social du Tibet serait préservé.
En avril 1954, l’Inde et la Chine signent un accord de huit ans sur le Tibet qui est connu sous le nom de « cinq principes de Coexistence Pacifique », ou Panchsheel. Bien que les critiques considèrent que Nehru est un naïf pour avoir signé le Panchsheel, ce dernier pense que la meilleure garantie possible pour la sécurité de l’Inde est d’établir une zone tampon « psychologique » à la place de la zone tampon « physique » que représentait le Tibet avant son annexion.
Dans la perception populaire, le slogan qui représente la diplomatie de l’Inde avec la Chine dans les années 1950 est Hindi-Chini bhai-bhai, ce qui signifie, en hindi, « Indiens et Chinois sont frères ». Mais en réalité, ce slogan n'est qu'une façade et dès 1958, Nehru dit en privé dit à G. Parthasarathi, l’envoyé indien auprès du gouvernement chinois, de ne pas croire les Chinois et de lui envoyer directement toutes les communications, sans passer par le ministre de la Défense V.K. Krishna Menon. En effet, Nehru considère que le passé communiste de son ministre trouble le jugement qu'il porte sur la Chine.
Comme il n'accorde qu'une confiance limitée au gouvernement chinois, Nehru essaye de le « contourner » en engageant un dialogue plus direct entre les peuples de Chine et d’Inde par le biais de la culture et de la littérature. C'est ainsi que le célèbre peintre indien Beohar Rammanohar Sinha, qui avait auparavant dessiné et décoré les pages du manuscrit original de la Constitution de l'Inde, est envoyé en Chine en 1957 grâce à une bourse du gouvernement indien, afin d’établir un pont interculturel et inter-civilisation direct entre les peuples des deux pays. Il était accompagné de l’érudit indien Rahul Sankrityayan et du diplomate K. Natwar Singh. Le philosophe et homme politique indien Sarvepalli Radhakrishnan s'est également rendu en république populaire de Chine. Entre 1957 et 1959, Beohar Rammanohar Sinha a non seulement diffusé l’art indien en république populaire de Chine, mais il s'est également formé à la peinture chinoise et au travail de la laque et a passé du temps avec les grands maîtres de la peinture chinoise de l'époque : Qi Baishi, Li Keran et Li Kuchan. Il a également rencontré Mao Zedong et Zhou Enlai. Par conséquent, jusqu’en 1959 et en dépit des escarmouches frontalières, les dirigeants chinois avaient aimablement assuré à l’Inde qu’il n’y avait aucune controverse territoriale entre leurs deux pays.
En 1954, l’Inde a publié de nouvelles cartes qui incluaient la région d’Aksai Chin dans le territoire de l’Inde. Lorsque l’Inde a découvert que la Chine construisait une route qui traverse la région, les escarmouches frontalières et les protestations indiennes sont devenues de plus en plus fréquentes. En janvier 1959, Zhou Enlai, le Premier ministre de la république populaire de Chine, écrit à Nehru en soulignant qu’aucun gouvernement chinois n'avait reconnu la ligne McMahon. C'est cette ligne qui, dans la convention de Simla de 1914, définit la partie orientale de la frontière entre l’Inde et le Tibet.
En mars 1959, le Dalaï-lama, qui est le chef spirituel et temporel du peuple tibétain, vint chercher refuge à Dharamsala, une ville de l'État d'Himachal Pradesh. Après cette date, des milliers de réfugiés tibétains se sont installés en Inde du Nord-Ouest. La Chine a accusé l’Inde d’expansionnisme et d’impérialisme au Tibet et dans toute la région de l’Himalaya. Elle a également affirmé sa souveraineté sur 104 000 km2 de territoires que les cartes indiennes rattachent à l'Inde et a exigé la « rectification » de l’ensemble de la frontière.

### Décennie 1960

#### Guerre sino-indienne

Carte montrant les problèmes de revendications territoriales aux frontières de l'Inde

La multiplication des litiges concernant la frontière sino-indienne aboutit à une courte guerre entre les deux pays le 20 octobre 1962. Ce conflit se conclut par une défaite de l’Inde, lorsque les troupes chinoises réussissent à repousser les forces indiennes à quarante-huit kilomètres des plaines d’Assam, qui se situent dans le nord-est de l'Inde et occupent des points stratégiques au Ladakh. Puis, le 21 novembre de la même année, la république populaire de Chine proclame un cessez-le-feu unilatéral et fait reculer ses troupes de vingt kilomètres, par rapport à leur avancée maximum.
Par la suite, le Sri Lanka a joué le rôle d'intermédiaire durant les négociations concernant le retrait des troupes chinoises du territoire indien et les deux parties ont fini par se ranger aux propositions de Colombo.
Au moment du conflit frontalier sino-indien, le Parti communiste d'Inde a été accusé par le gouvernement indien d'être pro-république populaire de Chine et un grand nombre de dirigeants politiques affiliés à ce parti ont été emprisonnés. Par la suite, le Parti communiste d’Inde connait une scission, les membres de son aile gauche partant fonder le Parti communiste d'Inde (marxiste) en 1964. Après cette scission, le Parti communiste d'Inde a eu quelques contacts avec le Parti communiste chinois, sans pour autant se rallier à la ligne politique de Mao Zedong.
Les relations entre la Chine et l’Inde se détériorent pendant le reste des années 1960 et au début des années 1970, à la suite de l'amélioration des relations entre la Chine et le Pakistan et à la dégradation des relations sino-soviétiques. C'est ainsi que la Chine a soutenu le Pakistan lors de la deuxième guerre indo-pakistanaise, en 1965, et qu'entre 1967 et 1971, une route fut construite sur des territoires revendiqués par l’Inde, pour relier la région chinoise du Xinjiang et le Pakistan. Pour riposter à cette construction, l’Inde ne put rien faire à part protester.
Durant cette période, la Chine s'est livrée à une campagne de propagande active contre l’Inde et a fourni une aide idéologique, financière, entre autres à des groupes dissidents, particulièrement aux tribus du nord-est de l’Inde. Dans le même temps, la Chine a accusé l’Inde d’aider les rebelles Khampa au Tibet.

#### Autres conflits
Fin 1967, deux conflits frontaliers impliquant la Chine et l'Inde éclatent à leur frontière contestée du Sikkim. Le premier conflit fut surnommé « l'incident de Nathu La » et l’autre « l'incident de Cho La ».
En septembre 1967, les forces chinoises et indiennes se sont affrontées à Nathu La. Le 11 septembre, les troupes chinoises ont ouvert le feu sur un détachement de soldats indiens, chargé de protéger une entreprise d’ingénierie qui installait une clôture sur la frontière nord de Nathu La. C'est le début d'une escalade qui dure cinq jours et aboutit à un échange de tirs d’artillerie et de mortier entre les forces indiennes et chinoises. Soixante-deux soldats indiens ont été tués lors des combats.
Quelques jours après, les forces indiennes et chinoises s'affrontent à nouveau lors de l’incident de Chola. Le 1er octobre 1967, quelques soldats indiens et chinois s'invectivent au sujet d’un rocher situé à l’avant-poste de Chola au Sikkim, qui est alors un protectorat de l’Inde, pour savoir de quel côté dudit rocher passe la frontière. Cette invective déclenche une bagarre qui a dégénéré en un duel de mitrailleuses lourdes et de mortiers. Le 10 octobre a lieu un nouvel échange de tirs nourris entre les deux pays. Le bilan final de ce désaccord au sujet de la position d'un rocher serait de 88 soldats tués au combat et 163 blessés pour l'Inde, contre 300 tués et 450 blessés pour la Chine.

### Décennie 1970
En août 1971, l’Inde a signé un traité de paix, d’amitié et de coopération avec l’Union soviétique et les États-Unis. La république populaire de Chine riposte en se rangeant du côté du Pakistan lors de la troisième guerre indo-pakistanaise, en décembre 1971. À cette époque, la république populaire de Chine avait déjà remplacé Taïwan comme membre permanent du conseil de sécurité de l'ONU et ses représentants ont dénoncé l’Inde comme étant un « outil de l’expansionnisme soviétique ». Malgré cette condamnation de l’Inde, elle n’a pas renouvelé les menaces voilées d’intervention au Pakistan qu'elle avait émises lors de la deuxième guerre.
L’Inde et la Chine renouvellent leurs efforts pour améliorer leurs relations après l'échec du parti du Congrès de la première ministre indienne Indira Gandhi aux élections de 1977. Morarji Desai, le nouveau Premier ministre, fait partie du Janata Party et est prêt à accepter une détente avec la Chine. En 1978, Atal Bihari Vajpayee, le nouveau ministre indien des affaires étrangères, se rend à Pékin et les deux pays rétablissent officiellement des relations diplomatiques en 1979. La Chine modifie alors sa position pro-Pakistan sur la question du Cachemire et semblait prête à passer sous silence l'annexion du Sikkim par l'Inde et sa « relation spéciale » avec le Bhoutan. Les dirigeants de la Chine ont décidé d’examiner la question de la frontière, qui est une priorité de l’Inde, et d'en faire le premier pas vers un élargissement des relations entre les deux pays. Chaque pays a accueilli sur son sol les agences de presse de l'autre, et le mont Kailash ainsi que le lac Manasarovar au Tibet, là ou la mythologie situe la demeure des dieux du panthéon hindou, ont été ouverts aux pèlerinages annuels.

### Décennie 1980
En 1980, la première ministre indienne Indira Gandhi approuve un plan visant à augmenter le déploiement des forces armées près de la frontière contestée au Sikkim. L’Inde a également entrepris de développer des infrastructures dans les zones contestées,.
En 1981, le ministre des affaires étrangères de la république populaire de Chine, Huang Hua, effectue une visite diplomatique à New Delhi. Dans le même temps, Zhao Ziyang, le Premier ministre chinois, effectue une tournée diplomatique au Pakistan, au Népal et au Bangladesh.
En 1984, des escouades de soldats indiens ont commencé à patrouiller activement dans la vallée de Sumdorong Chu dans l’Arunachal Pradesh. Au cours de l’hiver 1986, les Chinois déploient leurs troupes dans la même vallée, avant l'arrivée d'une équipe indienne devant construire un héliport à Wandung. Surpris par l’occupation chinoise, le général K.Sundarji, le chef d’état-major de l’armée indienne, envoie une brigade aéroportée sur les lieux,.
Incapables d'avancer plus loin dans la vallée, les troupes chinoises sont obligées de se replier. Début 1987 Pékin réagit à cet incident de la même manière qu'en 1962, ce qui incite de nombreux diplomates occidentaux à prédire une guerre. Toutefois, N.D. Tiwari, le ministre indien des affaires étrangères et Rajiv Gandhi, le Premier ministre, se rendent à Pékin pour négocier une désescalade mutuelle.
Cette visite diplomatique est loin d'être une première, car il y a eu huit cycles de négociations concernant les frontières entre l’Inde et la Chine de décembre 1981 à novembre 1987. En 1985, la Chine a insisté sur la nécessité de procéder à des concessions mutuelles, sans définir les termes exacts de son « paquet de propositions » ni indiquer l'endroit où faire passer la frontière. En 1986 et 1987, les négociations n'aboutissent à rien, principalement à cause des incidents de la vallée de Sumdorong Chu. En 1986, la Chine construit un poste militaire et un héliport dans la région et en février 1987 l’Inde augmente les subventions versées à l’État d’Arunachal Pradesh, anciennement la North-East Frontier Agency. Ces provocations mutuelles débouchent sur des déploiements de troupes supplémentaires dans la région par les deux pays. La Chine a prévenu qu'elle « donnerait une leçon à l'Inde » si elle n’arrêtait pas ses « incursions » en territoire chinois. À l’été 1987, cependant, les tensions entre les deux pays sont en partie apaisées et le spectre d'un affrontement militaire à grande échelle disparait.
Le réchauffement des relations sino-indiennes a été facilité par la visite de Rajiv Gandhi en Chine en décembre 1988. Les deux parties ont publié un communiqué conjoint qui a insisté sur la nécessité de rétablir des relations amicales sur la basé du Panchsheel. L’Inde et la Chine ont décidé de trouver un « arrangement juste et raisonnable tout en cherchant une solution mutuellement acceptable » au conflit frontalier. Le communiqué s'inquiète également de l'agitation provoquée en Chine par des séparatistes tibétains présents en Inde et a réaffirmé que les activités politiques anti-chinoises des expatriés tibétains ne seraient pas tolérées. Rajiv Gandhi a signé des accords bilatéraux sur la coopération scientifique et technologique, l'établissement d'une liaison aérienne directe entre les deux pays et les échanges culturels. Les deux parties ont également convenu d’organiser des consultations diplomatiques annuelles entre les ministres des affaires étrangères, mettre en place un Comité mixte sur la coopération économique et scientifique et un groupe de travail conjoint sur la question de la frontière. Ce dernier groupe devait être dirigé par le ministre des affaires étrangères indien et le vice-ministre des affaires étrangères chinois.

### Décennie 1990
Le dialogue à haut niveau continue avec la visite en Inde de Li Peng, le Premier ministre chinois, qui a lieu en décembre 1991, qui est suivie en mai 1992 par une visite en Chine de Ramaswamy Venkataraman, le président indien. Entre décembre 1988 et juin 1993, ont eu lieu six cycles de négociations du groupe de travail conjoint sur la question de la frontière. Des réductions mutuelles des troupes présentes à la frontière, des réunions régulières des commandants militaires locaux et la publication de préavis avant de procéder à des exercices militaires contribuent également à réduire les tensions frontalières. En juillet 1992, Sharad Pawar visite Pékin, devenant ainsi le Premier ministre indien de la défense à faire un tel voyage. En décembre 1992, le consulat de Chine à Bombay rouvre, en même temps que le consulat de l'Inde à Shanghai.
En 1993, le sixième cycle de négociations du groupe de travail conjoint a lieu à New Delhi, mais ne débouche que sur des évolutions mineures. Malgré la stagnation des négociations, Narasimha Rao, le Premier ministre indien et Li Peng, le Premier ministre chinois ont signé un accord concernant le commerce transfrontalier, la coopération sur les questions environnementales, la radio et la télédiffusion. Une délégation militaire chinoise de haut niveau visite l'Inde en décembre 1993, comme geste de bonne volonté visant à « renforcer les mesures de confiance entre les forces de défense des deux pays ». La visite, toutefois, intervient à un moment ou la Chine fournit un appui militaire à la Birmanie et la présence de techniciens radar chinois dans les îles Coco de la Birmanie, qui sont à proximité des Îles indiennes d'Andaman-et-Nicobar, a suscité des inquiétudes en Inde.
En janvier 1994, les autorités de Pékin ont annoncé qu’elles étaient non seulement favorables à une solution négociée sur le Cachemire, mais aussi opposées à toute forme d’indépendance pour la région. En février de la même année, des entretiens ont eu lieu à New Delhi pour confirmer la mise en place de « mesures pour créer la confiance » et discuter des éclaircissements sur la situation « ligne de contrôle réelle », la réduction des forces armées le long de ladite ligne et les informations à diffuser au préalable avant tout exercice militaire à venir. La Chine en profite pour réitérer ses espoirs d'un règlement de la question de la frontière.
En 1995, les discussions du groupe de travail conjoint conduisent à un accord visant à mettre en place deux autres points de passage le long de la frontière de 4,000 km pour faciliter les rencontres entre militaires. Les deux parties auraient été « sérieusement engagées » dans la définition de la ligne de McMahon et la ligne de contrôle réel comme limite à donner aux exercices militaires et pour les intrusions aériennes. Des entretiens ont eu lieu à Pékin en juillet et à New Delhi en août pour améliorer la sécurité des frontières, lutter contre les crimes transfrontaliers et sur des retraits de troupes frontalières supplémentaires. Ces pourparlers ont encore réduit les tensions.
Les relations sino-indiennes connaissent un « coup de froid » significatif en avril 1995, avec l’ouverture du Taipei Economic and Cultural Centre à New Delhi, sans que Pékin ait été véritablement mis au courant. Ce centre sert de représentation semi-officielle de Taïwan en Inde et est le pendant de l’Association Inde-Taipei à Taïwan. Les deux institutions partagent l’objectif d’améliorer les relations Inde-Taïwan, qui sont tendues depuis la reconnaissance de la république populaire de Chine par New Delhi en 1950.
Les relations sino-indiennes sont au plus bas en 1998 après les essais nucléaires de l’Inde. George Fernandes, le ministre indien de la défense, a alors déclaré que « la Chine est la menace numéro un contre l’Inde », laissant entendre que l’Inde a mis au point des armes nucléaires pour se défendre contre l’arsenal nucléaire de la Chine. La même année, la Chine est l’un des pays émettant les plus fortes critiques internationales contre les essais nucléaires de l’Inde et l’entrée de ce pays dans le club nucléaire. En 1999, pendant la guerre de Kargil, la Chine a exprimé son appui au Pakistan, tout en conseillant aux Pakistanais de retirer leurs forces.

### Décennie 2000

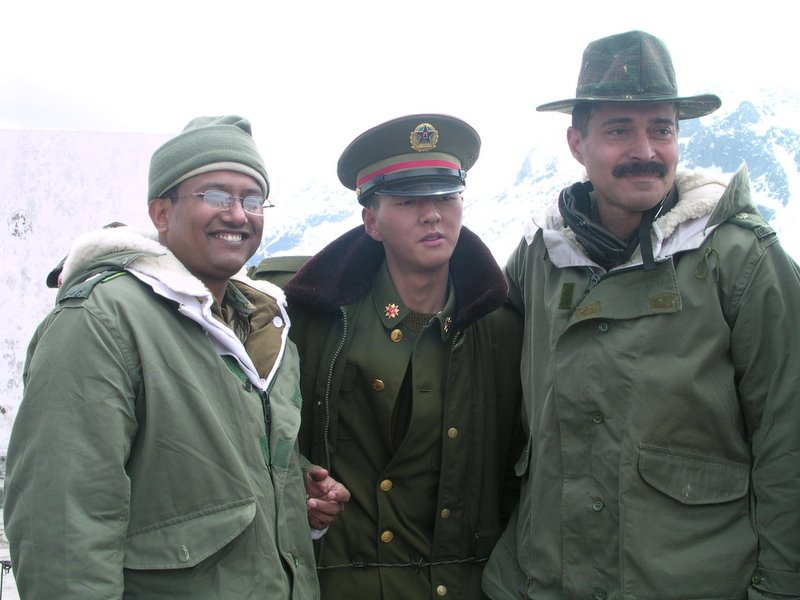
Officiers indiens et chinois à Nathu La, un point de passage entre l'Inde et la Chine qui est rouvert en 2006, à la suite de plusieurs accords commerciaux bilatéraux. Les autorités des deux pays espéraient que cette réouverture allait donner un coup de fouet à l'économie locale et jouer un rôle-clef dans la croissance du commerce sino-indien. Finalement, l'impact est plus psychologique que commercial, les quantités de marchandises transitant par Nathu La étant médiocres.

Lorsque Orgyen Trinley Dorje, le 17e Karmapa, s'évade du Tibet de manière spectaculaire pour rejoindre le monastère de Rumtek au Sikkim, cela constitue un embarras majeur pour la Chine. En effet, non seulement Orgyen avait été choisi par les autorités de Pékin pour ce poste, mais surtout, protester officiellement auprès de l’Inde pour demander son extradition revient à admettre de manière explicite que Sikkim est un territoire indien, ce que les Chinois n’avaient pas encore fait. Finalement, la Chine a officiellement reconnu la souveraineté indienne au Sikkim en 2003, lorsque les deux pays se sont enfin dirigés vers la résolution de leurs différends frontaliers.
En 2004, les deux pays ont proposé de rouvrir les cols de Nathu La et Jelepla au Sikkim. La même année, le commerce bilatéral sino-indien dépasse pour la première fois les 10 milliards de dollars. en avril 2005, le Premier ministre chinois Wen Jiabao s’est rendu à Bangalore pour promouvoir une coopération sino-indienne accrue dans le domaine des industries de haute technologie. Wen a déclaré que le XXIe siècle sera le « siècle asiatique de l'industrie des technologies de l'information ». Le 11 avril, l'accord sino-indien de 2005 est signé. Composé de 11 articles, il continue d'affirmer la volonté de résolution pacifique des tensions frontalières et la volonté de coopération économique. En ce qui concerne la question de donner un siège permanent au Conseil de sécurité de l’ONU à l'Inde, Wen Jiabao a semblé soutenir l’idée au départ, avant de revenir à une position neutre.
Durant le sommet de 2005 de l'Association sud-asiatique pour la coopération régionale, la Chine a droit au statut d’observateur et alors que les autres pays de la région sont prêts à envisager de l'accepter comme membre permanent de l'ASACR, l’Inde semble réticente.
Durant cette décennie, les questions concernant l'énergie et l'approvisionnement énergétique gagnent en importance. La demande énergétique des deux pays est très importante et augmente au même rythme que leurs croissances économiques. Les deux pays ont signé un accord en 2006 pour permettre à Oil and Natural Gas Corporation Videsh Ltd (OVL) et à la China National Petroleum Corporation (CNPC) de créer des Coentreprises pour gérer des projets prometteurs.
En 2006, la réouverture du col de Nathu La au commerce est effective. Après 44 ans de fermeture, la reprise du commerce transfrontalier doit aider à atténuer l’isolement économique de la région. En novembre de la même année, la Chine et l’Inde ont un accrochage verbal sur la question de l’Arunachal Pradesh, un État indien situé au nord-est de l'Inde. Les problèmes de revendication frontalière entre les deux pays peuvent, grossièrement, être résumés de la manière suivante : l’Inde affirme que la Chine occupe 38 000 kilomètres carrés de son territoire au Cachemire, tandis que la Chine soutient que l’ensemble de l’Arunachal Pradesh fait partie du Tibet, et par extension de la Chine.
En 2007, la Chine refusé une demande de visa d’un agent de l’Indian Administrative Service vivant dans l’Arunachal Pradesh. Selon la Chine, comme l'Arunachal Pradesh est un territoire chinois, il n'a pas besoin d’un visa pour visiter son propre pays. Pourtant, en décembre de la même année, la Chine fait volte-face en octroyant un visa à Marpe Sora, un professeur en informatique né dans l'Arunachal,.
En janvier 2008, le Premier ministre indien Manmohan Singh se rend en Chine pour discuter de commerce, d'échange, de défense, d'armée et diverses autres questions. Jusqu’en 2008, la position du gouvernement britannique sur le Tibet reste fidèle au contenu de l’accord de Simla de 1913, à savoir que la Chine a la suzeraineté sur le Tibet, mais pas la souveraineté. Le 29 octobre 2008, la Grande-Bretagne fait volte-face et reconnaît la souveraineté chinoise sur le Tibet par le biais du site web du British Foreign Office,,. Pour être précis, le journal The Economist a déclaré que bien que ce site web n’utilise pas le mot « souveraineté », les fonctionnaires du ministère des affaires étrangères ont déclaré que « ce qu'il veut dire c'est que, pour autant que la Grande-Bretagne est concernée, le Tibet fait partie de la Chine. Point final ». Ce changement de position de la Grande-Bretagne pose un problème à l’Inde, car ses revendications sur les territoires d'Arunachal Pradesh sont basées sur ce même accord de Simla qui semble alors invalidé de manière unilatérale par la Grande-Bretagne.
En octobre 2009, la Banque asiatique de développement a approuvé un prêt à l’Inde pour financer un projet de développement situé dans l'Arunachal Pradesh, ce qui revient à reconnaitre officiellement que ce territoire fait partie de l’Inde. La Chine avait exercé une pression sur la Banque pour bloquer ce prêt, mais l’Inde a réussi à l'obtenir avec l’aide des États-Unis et du Japon. Après l'annonce de ce prêt, la Chine a exprimé son vif mécontentement envers la Banque asiatique de développement,.

### Décennie 2010

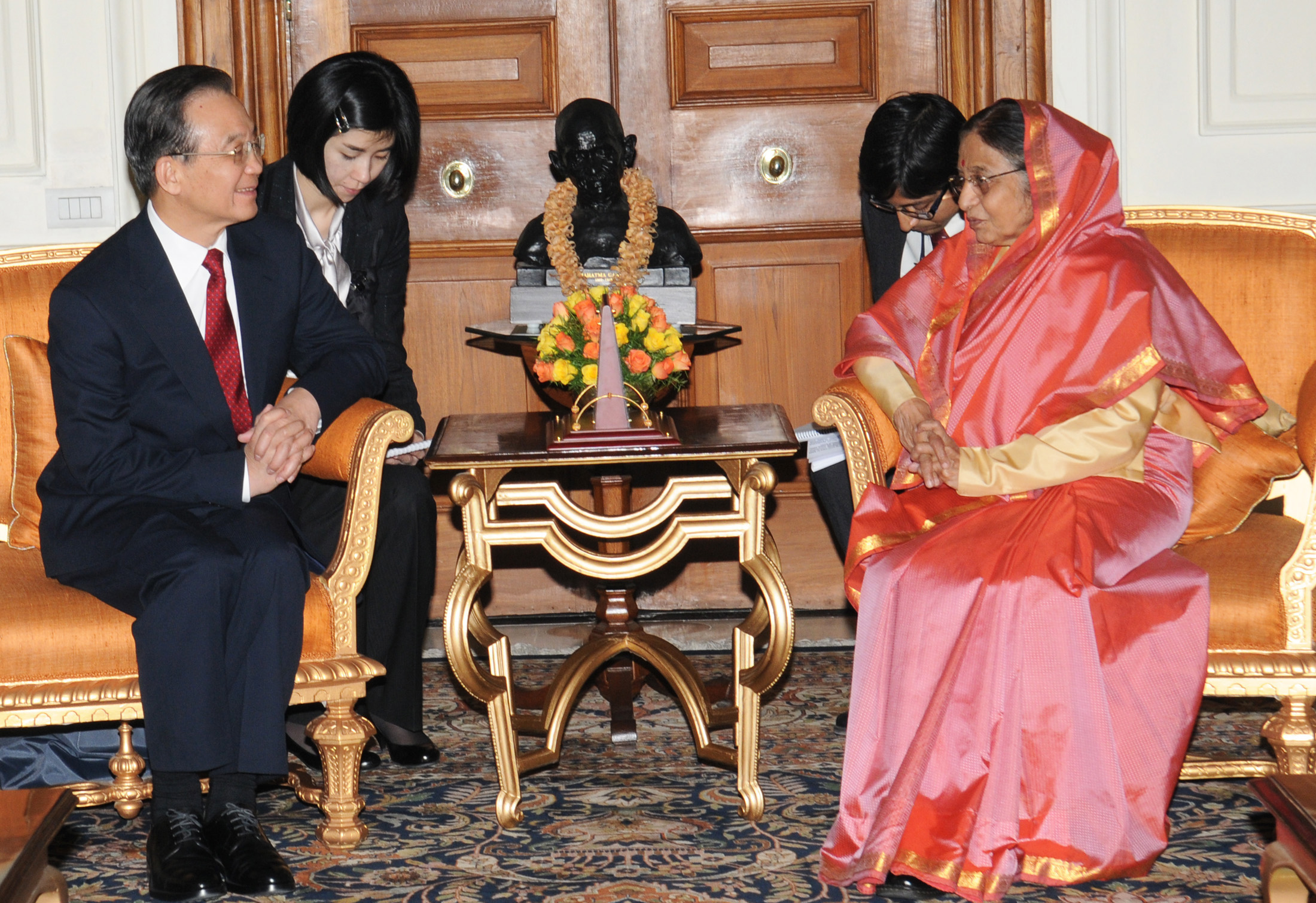
Le Premier ministre chinois, Wen Jiabao rencontre la présidente, Pratibha Devisingh Patil, à New Delhi en décembre 2010

Le Premier ministre chinois Wen Jiabao effectue une visite officielle en Inde du 15 au 17 décembre 2010 à l’invitation du Premier ministre Manmohan Singh. Il était accompagné de 400 chefs d’entreprises chinois, qui souhaitaient signer des accords commerciaux avec des entreprises indiennes,.
En avril 2011, lors du sommet des BRICS qui a lieu en Chine, à Sanya, Hainan, les deux pays conviennent de rétablir leur coopération en matière de défense et la Chine laisse entendre qu’elle pourrait renoncer à obliger les résidents du Jammu et Cachemire à faire tamponner leurs visas lors de leurs déplacements,. De fait, peu de temps après, la Chine renonce à cette pratique, ce qui a permis la reprise de la coopération en matière de défense, au point qu'il était probable que les deux pays organisent des exercices militaires conjoints.
Lorsqu'ils étaient les Premiers ministres de leurs pays respectifs, le Chinois Wen Jiabao et l'Indien Manmohan Singh se sont fixés comme objectif d’accroître les échanges bilatéraux entre leurs deux pays pour arriver à 100 milliards de dollars avant 2015. En 2011, le montant de ces échanges a été estimé à 73,9 milliards de dollars, ce qui fait de la Chine le premier partenaire commercial de l'Inde. Cependant, en 2012, le montant des échanges recule à 66 milliards de dollars.
Lors du sommet des BRICS qui a eu lieu en 2012 à New Delhi, en Inde, le président chinois Hu Jintao a dit au Premier ministre indien Manmohan Singh que « c'est une politique constante de la Chine que de développer l’amitié sino-indienne, approfondir la coopération stratégique et chercher un développement commun » et « la Chine espère voir une Inde paisible, prospère et continuellement en développement et s’est engagé à bâtir une relation plus dynamique entre la Chine et l’Inde ». D’autres sujets ont été examinés, y compris les problèmes liés aux règlements des différends frontaliers et la création d'une banque centrale unifiée entre les BRICS.
Le 19 avril 2012, l'Inde teste avec succès son premier ICBM, le Agni V, d'une portée de 5 000 km, capable de porter une tête nucléaire. Cette réussite donne virtuellement au gouvernement indien la capacité de lancer une ogive nucléaire sur Pékin. En réponse, la Chine a lancé un appel demandant aux peuples et dirigeants des deux pays de « chérir l’élan de coopération durement gagné ».
En 2013, les relations sino-indiennes passent par toute une série de « réchauffements » et de « rafraichissements ». Ainsi, au début de cette année, durant trois semaines, a lieu un face-à-face militaire entre les troupes indiennes et chinoises à proximité de la ligne de contrôle effectif entre la région du Ladakh, celle du Jammu-Cachemire et l'Aksai Chin. Cette situation particulièrement tendue est désamorcée le 5 mai, quelques jours avant un voyage en Chine de Salman Khurshid, le ministre des Affaires étrangères indien. Khurshid a déclaré que les deux pays avaient un intérêt commun à ne pas exacerber la question frontalière et à éviter de « détruire » les progrès accomplis dans les relations bilatérales. Les Chinois ont accepté de retirer leurs troupes et en échange les Indiens se sont engagés à démolir plusieurs bunkers prévus pour être occupés en permanence, situés 250 km plus au sud dans le secteur contesté de Chumar.

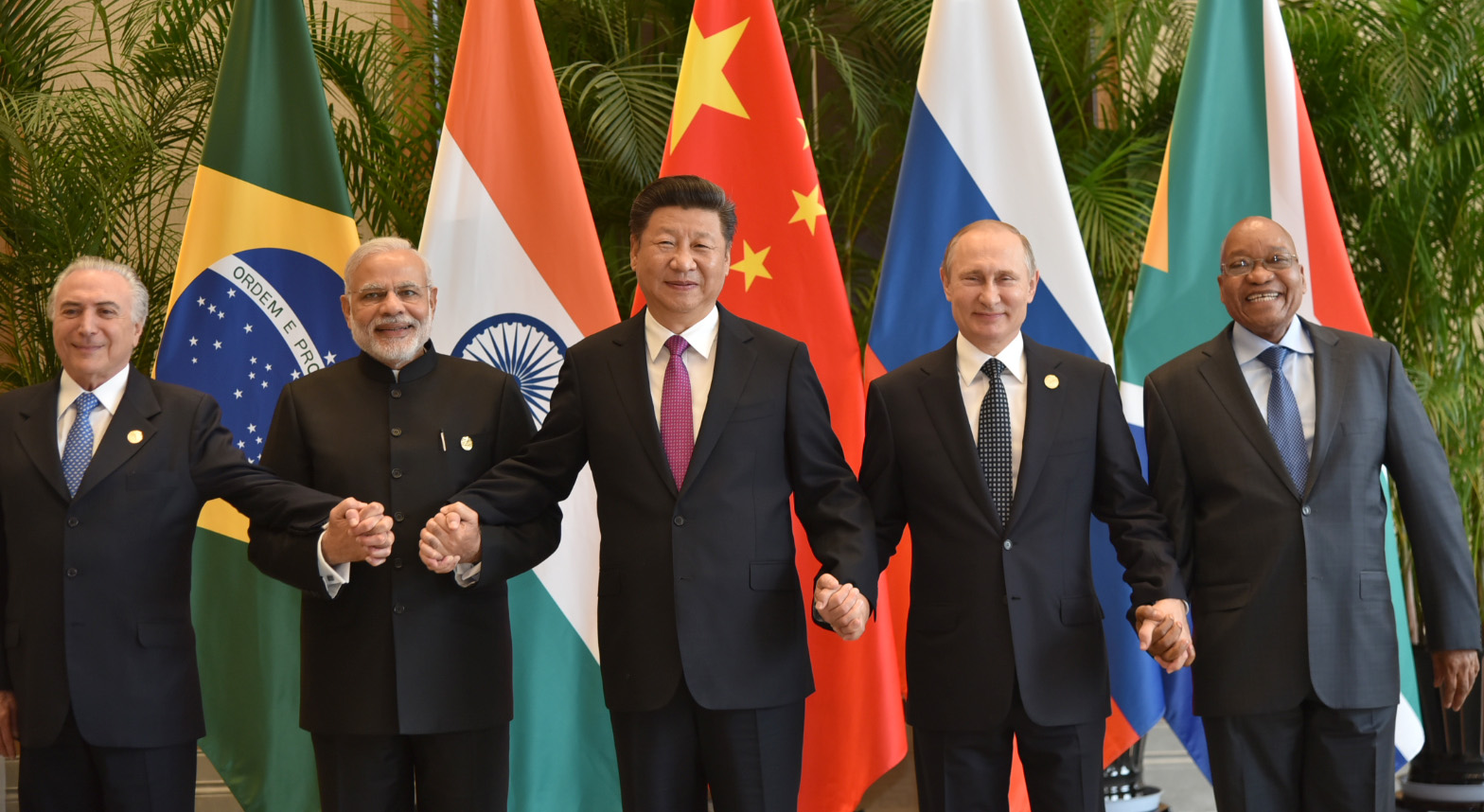
Les chefs d'État du BRICS réunis en Chine en 2016

La même année, peu après sa nomination, le nouveau Premier ministre chinois Li Keqiang accomplit son premier voyage diplomatique à l'étranger en se rendant en Inde le 18 mai, dans le but d’accroître la coopération diplomatique et les relations commerciales, tout en formulant des solutions aux différents frontalier,.
Enfin, en novembre 2013, le président indien Pranab Mukherjee visite la région d'Arunachal Pradesh, que la Chine reconnaît toujours comme étant le « sud du Tibet » et non un État indien. Dans son discours, le président parle de cette zone en disant qu'elle fait intégralement partie de l'Inde et qu'elle est très importante pour le pays. Cette déclaration provoque une réaction de colère de la part de Pékin, et deux jours après cette visite, Qin Gang, le porte-parole du ministère des affaires étrangères chinois, déclare que « La position de la Chine concernant la zone contestée sur la partie orientale de la frontière sino-indienne est claire et cohérente »,.
En septembre 2014, les relations entre la Chine et l'inde se rafraichissent à nouveau, lorsque est dévoilée une information selon laquelle des troupes de l'armée populaire de libération seraient entrées dans le secteur de Chumar, deux kilomètres après la ligne de contrôle. Le mois suivant, V. K. Singh a déclaré que la Chine et l’Inde étaient arrivées à une « convergence de vues » concernant la menace terroriste émanant du Pakistan.
Le 16 mai 2015, l'Inde et la Chine signent à Shanghai 21 accords commerciaux et de coopération, représentant un montant total de 22 milliards de dollars, en présence du Premier ministre indien Narendra Modi.

### Décennie 2020
À partir du mois de mai 2020, l'Inde et la Chine déploient des milliers de soldats dans la région du Ladakh, ce qui instaure un climat de tensions dans la zone.
Le 15, les forces indiennes reçoivent l'ordre de démanteler un campement de l'armée chinoise situé dans la vallée de Galwan. Ce campement avait été démonté quelques jours plutôt à la suite d'un accord entre les commandants des deux armées, avant d’être reconstruit deux jours plus tard. Comme cette fois-ci les militaires chinois refusent de démanteler leur campement, les militaires indiens décident de l'incendier.
Le même jour, en début de soirée, des troupes chinoises attaquent le détachement indien. Les soldats s'affrontent à coups de poing, de pierres et de barres de fer. Les combats ont lieu uniquement au corps-à-corps et il n'y a aucun échange de tirs, la plupart des victimes meurent noyées dans la rivière qui coule a proximité du lieu des combats.
Le bilan de ces affrontements pour l'armée indienne est de 20 morts, 18 blessés et 10 soldats fait prisonniers puis relâchés. Le bilan est plus flous pour l'armée chinoises, faute de communiqué officiel, et varie de 43 morts ou blessés, selon des médias indiens,, a 35 morts selon la communauté du renseignement des États-Unis. Après s’être rejeté mutuellement la responsabilité de l'incident, l'Inde et la Chine finissent par jouer la carte de la détente.
Le 9 décembre 2022, un affrontement a lieu entre les armées chinoises et indiennes dans le secteur de Tawang, dans l'Arunachal Pradesh. Une vingtaine de soldats indiens sont blessés.
Le 26 juillet 2024, La Chine et l'Inde conviennent de coopérer, pour retirer toutes leurs troupes de leur frontière contestée, dans l'accord de parvenir pacifiquement à un « désengagement complet » du conflit frontalier le plus rapidement possible.
Le 21 octobre 2024, la Chine et l'Inde parviennent à un accord sur la Line of Actual Control (LAC). Les deux armées se sont entendues pour reprendre chacune de leur côté des patrouilles le long de la LAC, selon un calendrier préalablement fixé, et ce, afin d'éviter les escarmouches.
Le 23 octobre 2024, Narendra Modi, le Premier ministre indien, et Xi Jinping, le président chinois, se sont rencontrés, à Kazan, en Russie, en marge du sommet des BRICS. Cette séquence a mis fin à cinq ans d'absence de rencontre entre les chefs d'Etats. Les deux dirigeants se sont engagés à « stabiliser et reconstruire les relations bilatérales », selon un communiqué publié par le ministère des Affaires étrangères indien après la rencontre.

## Commerce bilatéral
Ces dernières années, la Chine est devenue le principal partenaire commercial de l'Inde.
En 2014, les importations chinoises de produits indiens se sont élevées à 16,4 milliards de $, soit 0,8 % de ses importations totales et 4,2 % de l’ensemble des exportations de l’Inde. Les 10 principaux produits exportés de l’Inde à la Chine ont été,:
1. Coton: 3,2 milliards de $
2. Pierres précieuses, métaux précieux et pièces de monnaie: 2,5 milliards de $
3. Cuivre: 2,3 milliards de $
4. Minerais, scories, cendres : 1.3 milliard de $
5. Produits chimiques organiques : 1.1 milliard de $
6. Sel, soufre, pierres, ciment : 958,7 millions de $
7. Machines, moteurs, pompes : 639.7l millions de $
8. Plastiques: 499,7 millions de $
9. Équipements électroniques : 440 millions de $
10. Peaux brutes à l’exclusion des fourrures: 432,7 millions de $

La même année, les exportations chinoises vers l’Inde se sont élevées à 58,4 milliards de $, soit 2,3 % de ses exportations globales et 12,6 % des importations globales de l’Inde. Les 10 principaux produits exportés de Chine vers l’Inde ont été,:
1. Équipements électroniques : 16 milliards de $
2. Machines, moteurs, pompes : 9,8 milliards de $
3. Produits chimiques organiques : 6,3 milliards de $
4. Fertilisants: 2,7 milliards de $
5. Fer et acier: .3 milliards de $
6. Plastiques: 1.7 milliard de $
7. Produits en fer ou en acier : 1.4 milliard de $
8. Pierres précieuses, métaux précieux et pièces de monnaie : 1.3 milliard de $
9. Navires: 1.3 milliard de $
10. Équipements techniques et médicaux : 1.2 milliard de $

De 2015 à 2021, le commerce bilatéral Inde-Chine a augmenté de 75,30 %, soit une croissance annuelle moyenne de 12,55 %.
En 2022, malgré des relations bilatérales « glaciales », le commerce entre l'Inde et la Chine atteint un niveau record de 135,98 milliards de dollars, tandis que le déficit commercial de New Delhi avec Pékin franchit pour la première fois la barre des 100 milliards de dollars. Le déficit commercial en 2021 s'élevait à 69,56 milliards de dollars, les importations indiennes en provenance de Chine ayant enregistré une augmentation de 46,14 % pour atteindre 97,59 milliards de dollars.
Malgré des déclarations apaisantes pour répondre aux préoccupations de l'Inde, la Chine n'a pris aucune mesure majeure pour ouvrir les secteurs pharmaceutique et informatique aux exportations indiennes. Les exportations prédominantes de l'Inde vers la Chine se composent de minerai de fer, de coton, de cuivre, d'aluminium et de diamants/pierres précieuses naturelles.

### Relations sino-indiennes
- Organisation de coopération de Shanghai

### Litiges frontaliers
- Litige frontalier
- Ligne de contrôle (Cachemire)
- Arunachal Pradesh contrôlé de fait par l'Inde et réclamé par la Chine. Habité par des membres des peuples Moinbas, Lhobas (Adi) et Daibameis.
- Aksai Chin contrôlé de fait par la Chine et réclamé par l'Inde.
- Vallée de Shaksgam contrôlée de fait par la Chine et réclamée par l'Inde. Pour le Pakistan, cette zone a officiellement été cédée à la Chine en 1963.

## Lectures pour approfondir le sujet
- Chellaney, Brahma, "Rising Powers, Rising Tensions: The Troubled China-India Relationship, " SAIS Review (2012) 32#2 p. 99–108 in Project MUSE
- Forbes, Andrew ; Henley, David (2011). "Past, present and future commercial Sino-Indian links via Sikkim, " in: China's Ancient Tea Horse Road. Chiang Mai: Cognoscenti Books. ASIN: B005DQV7Q2
- Frankel, Francine R., and Harry Harding. The India-China Relationship: What the United States Needs to Know. Columbia University Press: 2004.  (ISBN 0-231-13237-9).
- Garver, John W. Protracted Contest: Sino-Indian Rivalry in the Twentieth Century. University of Washington Press: 2002.  (ISBN 0-295-98074-5).
- Harris, Tina (2013). Geographical Diversions: Tibetan Trade, Global Transactions. University of Georgia Press, United States.  (ISBN 0820345733). p. 208.
- Hellström, Jerker and Korkmaz, Kaan [« http://www2.foi.se/rapp/foir3271.pdf »(Archive.org • Wikiwix • Archive.is • Google • Que faire ?) "Managing Mutual Mistrust: Understanding Chinese Perspectives on Sino-Indian Relations"], Swedish Defence Research Agency (September 2011)
- Lintner, Bertil. Great game east: India, China, and the struggle for Asia's most volatile frontier (Yale University Press, 2015)
- Lu, Chih H.. The Sino-Indian Border Dispute: A Legal Study. Greenwood Press: 1986.  (ISBN 0-313-25024-3).
- China’s Response to a Rising India, Q&A with M. Taylor Fravel (October 2011)
- Strategic Asia 2011-12: Asia Responds to Its Rising Powers - China and India, edited by Ashley J. Tellis, Travis Tanner, and Jessica Keough (National Bureau of Asian Research, 2011)
- India’s Response to a Rising China: Economic and Strategic Challenges and Opportunities, Q&A with Harsh V. Pant (August 2011)
- Sen, Tansen. Buddhism, Diplomacy, and Trade: The Realignment of Sino-Indian Relations, 600-1400. University of Hawaii Press: 2003.  (ISBN 0-8248-2593-4).
- Sidhu, Waheguru Pal Singh, and Jing Dong Yuan. China and India: Cooperation or Conflict? Lynne Rienner Publishers: 2003.  (ISBN 1-58826-169-7).
- Varadarajan, S. India, China and the Asian Axis of Oil, January 2006
- The India-China Relationship:What we need to know?, January 2006
- Dalal, JS: The Sino-Indian Border Dispute: India's Current Options. Master's Thesis, June 1993.
- Deepak, BR & Tripathi, D P  "India China Relations - Future Perspectives", Vij Books, July 2012
- http://www.academia.edu/7767087/Maritime_Interactions_between_China_and_India
- http://www.academia.edu/7767082/Maritime_Southeast_Asia_Between_South_Asia_and_China_to_the_Sixteenth_Century
- https://scholarspace.manoa.hawaii.edu/bitstream/10125/23052/1/%2313_Sen.pdf